# Jacques Flach
Pour les articles homonymes, voir Flach.
Ne doit pas être confondu avec Jacques Flash.
Jacques Flach, né à Strasbourg le 16 février 1846 et mort le 4 décembre 1919, est un juriste et historien français.

## Biographie

### Jeunesse et études
Il est docteur en droit à l'université de Strasbourg en 1869. Lors de l'annexion de l'Alsace par l’Allemagne en 1871, il choisit la nationalité française et complète sa formation en suivant comme auditeur libre les cours de l'École des chartes et à l'École pratique des hautes études.

### Parcours professionnel
Il devient avocat à la cour d'appel de Paris. En 1877, il est nommé professeur de législation comparée à l'École libre des sciences politiques. Il y dispense notamment un cours sur les différents droits de la famille en Europe.
En 1883, il succède à Édouard Laboulaye à la chaire d'histoire des législations comparées du Collège de France. En 1884, il fait paraître le premier volume de son œuvre majeure, Les Origines de l'ancienne France, suivi de trois autres en 1893, 1904 et 1917. Il est élu membre de l'Académie des sciences morales et politiques en 1912. Le penseur Georges Sorel a suivi ses cours pendant de longues années.
Il est inhumé au cimetière du Père-Lachaise (86e division).
Un prix quadriennal de l'Académie des sciences morales et politiques, décerné à l'auteur d'un travail original consacré à l'histoire de l'Alsace avant 1648, porte son nom.

## Principales publications
- Étude historique sur la durée et les effets de la minorité en droit romain et dans l'ancien droit français (1870). Réédition : Elibron Classics, Adamant Media Corporation, 2001.
- La Bonorum possessio sous les empereurs romains depuis le commencement du IIe siècle jusqu'à Justinien exclusivement (1870)
- De la Subrogation réelle (1870)
- Les Origines de l'ancienne France, la condition des personnes et des terres, de Hugues Capet à Louis le Gros (4 volumes, 1886-1917) Texte en ligne I. Le régime seigneurial (Xe et XIe siècles) II. Les origines communales, la féodalité et la chevalerie
- Études critiques sur l'histoire du droit romain au moyen âge, avec textes inédits (1890)
- Le Compagnonnage dans les chansons de geste (1891) Texte en ligne
- L'Origine historique de l'habitation et des lieux habités en France (1899). Paru sous le titre Étude sur les origines et les vicissitudes historiques de l'habitation en France in l'Enquête sur les conditions de l'habitation en France, les maisons-type, du Ministère de l'instruction publique et des beaux-arts, Comité des travaux historiques et scientifiques, section des sciences économiques et sociales (2 volumes, 1894-1899). Réédition : G. Monfort, Brionne, 1980. Texte en ligne
- Histoire d'une coutume générale ou d'un groupe de coutumes locales - Prix Odilon-Barrot (1912).
- Essai sur la formation de l'esprit public allemand (1915)
- Les Affinités françaises de l'Alsace avant Louis XIV et l'iniquité de sa séparation de la France (1915)
- Le Droit de la force et la force du droit (1915)
- Traité de la constance et consolation ès calamitez publiques, écrit par Guillaume du Vair pendant le siège de Paris de 1590, édité par Jacques Flach (1915)